# 1991 у відеоіграх

## Події

### Релізи
- Компанія Hudson Soft випустила гру Dyna Blaster.
- Компанія Сіда Меєра Microprose випустила гру Civilization, першу гру культової серії Civilization (серія).
- Electronic Arts випускає James Pond 2 і Road Rash для Sega Mega Drive.
- Разом співпрацюють AOL, SSI, TSR і Stormfront Studios запускають Neverwinter Nights. Це був перший графічний MMORPG.
- Delphine Software випускає Another World для Amiga 500, однією з перших ігор, які будуть зроблені за допомогою полігонів замість звичайних спрайтів.
- 3D Realms випускає Duke Nukem — першу гру однойменної серії.
- Softdisk[en] випускає Dangerous Dave in the Haunted Mansion[en] — дуже популярний сиквел свого маловідомого попередника Dangerous Dave[en].
- Dream Factory (Digital Integration) випускає головоломку Supaplex[en].
- 14 лютого — DMA Design видає Lemmings[en] першу в світі серію логічних ігор.
- 6 лютого — Capcom випускає аркадну гру Street Fighter II. Гра стала успішною у світі.
- 23 червня — Sega випускає Sonic The Hedgehog (16-біт) для Sega Mega Drive і Sonic The Hedgehog (8-біт) Master System Sega і Sega Game Gear. Головним персонажем гри був синій їжак, який згодом став талісманом компанії.
- 19 липня — вийшла Final Fantasy IV в Японії.
- 23 серпня — Nintendo випускає Super Mario World і F-Zero. Super Mario World був розроблений спеціально для SNES і став одним з найбільш продаваних ігор для цієї консолі.
- 21 листопада — Nintendo випускає The Legend of Zelda: A Link to the Past для Super Famicom в Японії.
- 13 грудня — Tecmo випускає Tecmo Super Bowl для NES, який став одним з найбільш революційних аркад футбольних ігор свого часу.

### Технологія

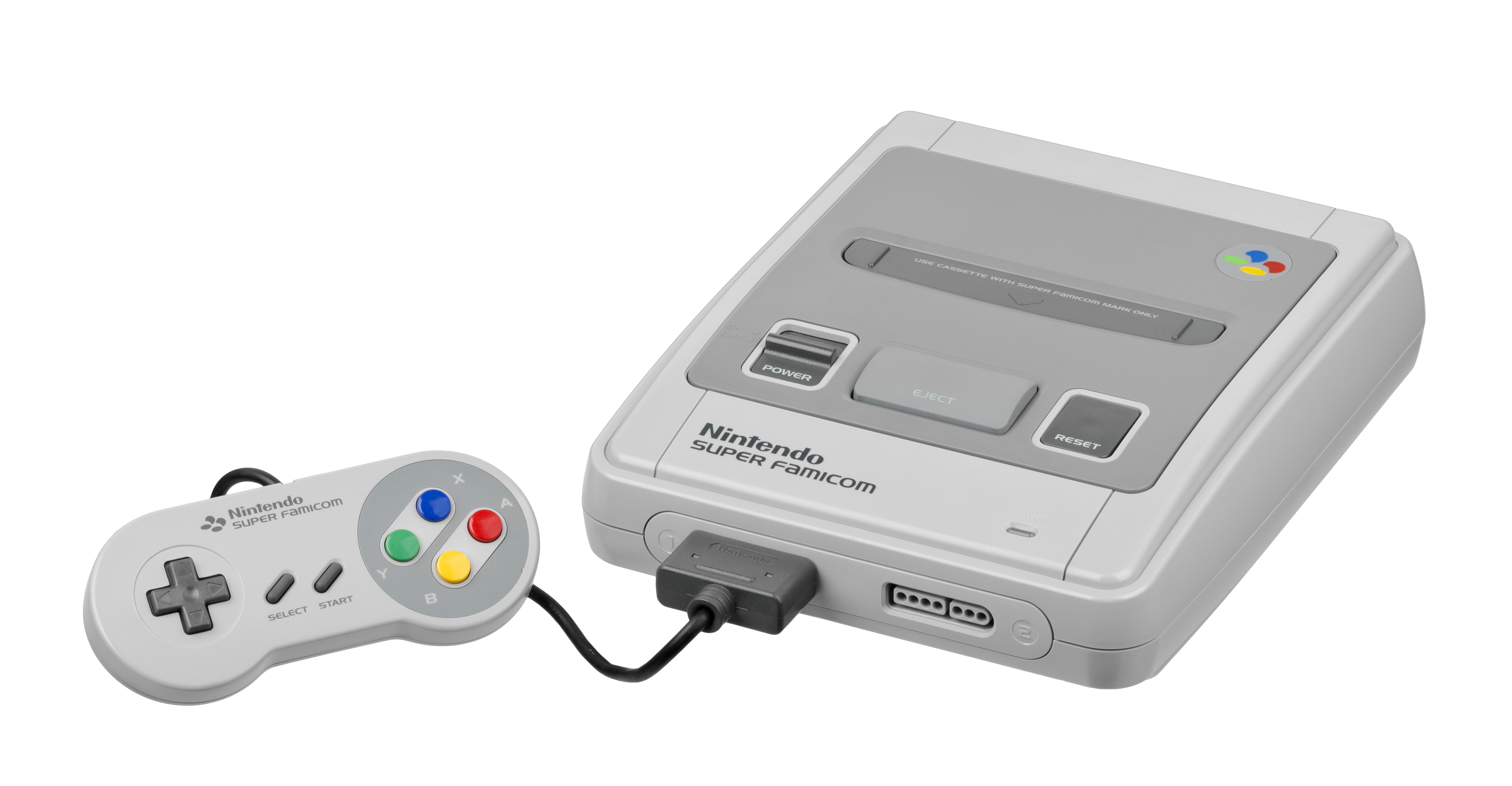
Super Nintendo Entertainment System

- 23 серпня — Super Nintendo Entertainment System випущений в Північній Америці.
- 1 грудня — Sega випускає Mega-CD в Японії.

### Підприємства
Нові підприємства: Vicarious Visions, id Software, Bungie Software, Silicon & Synapse (тепер відомий як Blizzard Entertainment), 3DO Company (заснована як SMSG), Cyberdreams.